# Chasing Life
Chasing Life ist eine US-amerikanische Fernsehserie, die seit dem 10. Juni 2014 auf ABC Family ausgestrahlt wird. Zunächst wurden 21 Episoden bestellt. Chasing Life ist eine Adaption der spanischsprachigen Fernsehserie Terminales des mexikanischen Fernsehsenders Televisa. Die deutschsprachige Erstausstrahlung lief ab 13. Januar 2015 auf dem Free-TV-Sender Disney Channel. Anfang November 2014 verlängerte der Sender die Serie um eine 13-teilige zweite Staffel. Anfang Oktober 2015 wurde die Serie eingestellt.

## Handlung
Im Mittelpunkt der Serie steht die 24-jährige April, eine clevere und schlagfertige, aufstrebende Journalistin bei einer Bostoner Zeitung, die versucht, ihren rücksichtslosen Chefredakteur zu beeindrucken. Wenn sie nicht gerade nach der nächsten Schlagzeile sucht, ist April bemüht, ihre ambitionierte Karriere mit ihrer Familie zu vereinbaren – als da wären ihre verwitwete Mutter, ihre rebellische kleine Schwester Brenna und ihre herzliche Großmutter. Gerade als alles perfekt schien auf Arbeit, zu Hause und in der Liebe (mit Kollege Dominic), bekommt April die verheerende Nachricht, dass sie Leukämie hat.

## Hauptfiguren
- April Carver ist eine junge Reporterin, die bei der (fiktiven) Zeitung The Boston Post arbeitet. Ihr Leben nimmt eine unerwartete Wendung, als bei ihr Leukämie diagnostiziert wird.

- Sara Carver ist die Mutter von April und Brenna. Sie ist von Beruf Therapeutin, die trotz ihrer Ausbildung außerhalb ihres Büros nicht gut mit Menschen umgehen kann.

- Brenna Carver ist Aprils rebellische Teenager Schwester, welche sich seit dem Tod ihres Vaters in einer Abwärtsspirale befindet. Zusätzlich zu dem Umgang mit den Veränderungen in Aprils Leben kämpft Brenna mit ihren Gefühlen, die sie gegenüber zwei Personen empfindet: dem auszubildenden Tattoostudio-Angestellten Kieran und ihrer Klassenkameradin Greer. Sie trifft sich sowohl mit Kieran als auch mit Greer.

- Dominic Russo ist ein Entertainment-Reporter bei der Boston Post und mit April liiert.

- Beth Kingston ist Aprils beste Freundin. Sie ist die erste, die von Aprils Erkrankung erfährt, und ihre standhafteste Unterstützerin.

## Besetzung und Synchronisation
Die deutschsprachige Synchronisation entstand nach den Dialogbüchern von Katharina Seemann, Klaus Schönicke und Oliver Böttcher sowie unter der Dialogregie von Kerstin Draeger und Detlef Klein durch die Synchronfirma DMT Digital Media Technologie in Hamburg.

### Hauptdarsteller
| Rolle         | Schauspieler         | Synchronsprecher      |
| ------------- | -------------------- | --------------------- |
| April Carver  | Italia Ricci         | Merete Brettschneider |
| Sara Carver   | Mary Page Keller     | Marion Martienzen     |
| Dominic Russo | Richard Brancatisano | Jacob Weigert         |
| Brenna Carver | Haley Ramm           | Leonie Landa          |
| Beth Kingston | Aisha Dee            | Simona Pahl           |

### Nebendarsteller
| Rolle             | Schauspieler         | Synchronsprecher      |
| ----------------- | -------------------- | --------------------- |
| Danny Gupta       | Abhi Sinha           | Henning Nöhren        |
| Dr. George Carver | Steven Weber         | Achim Buch            |
| Emma              | Rebecca Schull       | Marianne Bernhardt    |
| Leo Hendrie       | Scott Michael Foster | Oliver Böttcher       |
| Kieran            | Augusto Aguilera     | Jesse Grimm           |
| Lawrence          | Vondie Curtis-Hall   | Wolf Frass            |
| Ford              | Dylan Gelula         | Maja Maneiro          |
| Greer             | Gracie Dzienny       | Josephine Schmidt     |
| Raquel Avila      | Shi Ne Nielson       | Kristina von Weltzien |
| Natalie Ortiz     | Jessica Meraz        | Katharina von Keller  |
| Bruce Hendrie     | Todd Waring          | Eberhard Haar         |
| Graham            | Rob Kerkovich        | Robert Kotulla        |
| Jackson           | Andy Mientus         | Jannik Endemann       |
| Thomas Carver     | Tom Irwin            |                       |

## Ausstrahlung
Vereinigte Staaten
Die Ausstrahlung der ersten zehn Folgen der ersten Staffel begann am 10. Juni 2014 auf ABC Family direkt im Anschluss an die Premiere der fünften Staffel von Pretty Little Liars und endete am 12. August 2014 mit dem Sommerfinale. Am 9. Dezember 2014 wurde eine spezielle Weihnachtsepisode ausgestrahlt. Vom 19. Januar bis zum 23. März 2015 zeigte der Sender die zweite Hälfte der ersten Staffel. Die Ausstrahlung der zweiten Staffel soll am 6. Juli 2015 beginnen.
Deutschland
In Deutschland strahlt der Disney Channel die Serie seit dem 13. Januar 2015 aus. Die zweite Staffelhälfte der ersten Staffel soll ab dem 1. September 2015 ausgestrahlt werden.

## Episodenliste

### Staffel 1
| Nr. (ges.) | Nr. (St.) | Deutscher Titel                              | Originaltitel                              | Erstausstrahlung USA | Deutschsprachige Erstausstrahlung (D) | Regie            | Drehbuch                      | Zuschauer (USA) |
| ---------- | --------- | -------------------------------------------- | ------------------------------------------ | -------------------- | ------------------------------------- | ---------------- | ----------------------------- | --------------- |
| 1          | 1         | Und plötzlich ist alles anders               | Pilot                                      | 10. Juni 2014        | 13. Jan. 2015                         | Steve Miner      | Susanna Fogel, Joni Lefkowitz | 1,35 Mio.       |
| 2          | 2         | Als wäre nichts gewesen                      | Help Wanted                                | 17. Juni 2014        | 20. Jan. 2015                         | Steve Miner      | Susanna Fogel, Joni Lefkowitz | 1,10 Mio.       |
| 3          | 3         | Hoffnung in Orange                           | Blood Cancer Sex Carrots                   | 24. Juni 2014        | 27. Jan. 2015                         | Joanna Kerns     | Patrick Sean Smith            | 1,11 Mio.       |
| 4          | 4         | Ich schlafe, wenn ich tot bin                | I’ll Sleep When I’m Dead                   | 1. Juli 2014         | 3. Feb. 2015                          | Steve Miner      | Josh Senter                   | 1,12 Mio.       |
| 5          | 5         | Mach Dir nichts vor!                         | The Family That Lies Together              | 8. Juli 2014         | 10. Feb. 2015                         | Andy Wolk        | Linda Burstyn                 | 1,21 Mio.       |
| 6          | 6         | Flucht nach vorne                            | Clear Minds, Full Lives, Can’t Eat         | 15. Juli 2014        | 17. Feb. 2015                         | Steve Miner      | Ann Cherkis                   | 1,19 Mio.       |
| 7          | 7         | April schwarz auf weiß                       | Unplanned Parenthood                       | 22. Juli 2014        | 24. Feb. 2015                         | Melanie Mayron   | Benjamin C. Jones             | 1,13 Mio.       |
| 8          | 8         | Noch Wünsche?                                | Death Becomes Her                          | 29. Juli 2014        | 3. März 2015                          | Steve Miner      | Jeanne Leitenberg             | 1,08 Mio.       |
| 9          | 9         | Der Krebs ist aus dem Sack                   | What to Expect When You’re Expecting Chemo | 5. Aug. 2014         | 10. März 2015                         | Melanie Mayron   | Lisa Melamed                  | 1,11 Mio.       |
| 10         | 10        | Bittere Medizin                              | Finding Chemo                              | 12. Aug. 2014        | 17. März 2015                         | Michael Grossman | Susanna Fogel, Joni Lefkowitz | 1,30 Mio.       |
| 11         | 11        | Mainachten                                   | Locks of Love                              | 9. Dez. 2014         | 24. März 2015                         | Lee Rose         | Susanna Fogel, Joni Lefkowitz | 1,22 Mio.       |
| 12         | 12        | Alles auf Anfang                             | Next April                                 | 19. Jan. 2015        | 1. Sep. 2015                          | Janice Cooke     | Ann Cherkis                   | 1,02 Mio.       |
| 13         | 13        | Rate mal wer zum Spenden kommt?              | Guess Who’s Coming to Donate               | 26. Jan. 2015        | 8. Sep. 2015                          | Norman Buckley   | Josh Senter                   | 0,78 Mio.       |
| 14         | 14        | Keine Zeit für Heimlichkeiten                | Cancer Friends with Benefits               | 2. Feb. 2015         | 15. Sep. 2015                         | Steve Miner      | Linda Burstyn                 | 0,76 Mio.       |
| 15         | 15        | Außen vor                                    | April Just Wants to Have Fun               | 9. Feb. 2015         | 22. Sep. 2015                         | Joanna Kerns     | Jeanne Leitenberg             | 0,92 Mio.       |
| 16         | 16        | Ich bin mehr als Krebs                       | The Big Leagues                            | 16. Feb. 2015        | 29. Sep. 2015                         | Patrick Norris   | Susanna Fogel, Joni Lefkowitz | 0,81 Mio.       |
| 17         | 17        | Der Preis des Ruhms                          | Model Behavior                             | 23. Feb. 2015        | 6. Okt. 2015                          | Steve Miner      | Alison Rymer                  | 0,81 Mio.       |
| 18         | 18        | Frieden mit der Angst                        | Rest in Peace                              | 2. März 2015         | 13. Okt. 2015                         | Melanie Mayron   | Linda Burstyn                 | 0,73 Mio.       |
| 19         | 19        | Tatsächlich Leben                            | Life, Actually                             | 9. März 2015         | 20. Okt. 2015                         | Janice Cooke     | Ann Cherkis                   | 0,64 Mio.       |
| 20         | 20        | Keine Nachrichten sind schlechte Nachrichten | No News Is Bad News                        | 16. März 2015        | 27. Okt. 2015                         | Joe Lazarov      | Susanna Fogel, Joni Lefkowitz | 0,69 Mio.       |
| 21         | 21        | Ein Tag muss reichen                         | One Day                                    | 23. März 2015        | 3. Nov. 2015                          | Wendey Stanzler  | Patrick Sean Smith            | 0,93 Mio.       |

### Staffel 2
| Nr. (ges.) | Nr. (St.) | Deutscher Titel | Originaltitel                 | Erstausstrahlung USA | Deutschsprachige Erstausstrahlung (—) | Regie                 | Drehbuch | Zuschauer (USA) |
| ---------- | --------- | --------------- | ----------------------------- | -------------------- | ------------------------------------- | --------------------- | -------- | --------------- |
| 22         | 1         | —               | A View From the Ledge         | 6. Juli 2015         | —                                     | Steve Miner           | —        | —               |
| 23         | 2         | —               | The Age of Consent            | 13. Juli 2015        | —                                     | Charlie Stratton      | —        | —               |
| 24         | 3         | —               | Life of Brenna                | 20. Juli 2015        | —                                     | Michael Grossman      | —        | —               |
| 25         | 4         | —               | Truly Madly Deeply            | 27. Juli 2015        | —                                     | Patrick Norris        | —        | —               |
| 26         | 5         | —               | The Domino Effect             | 3. Aug. 2015         | —                                     | Wendey Stanzler       | —        | —               |
| 27         | 6         | —               | The Last W                    | 10. Aug. 2015        | —                                     | Janice Cooke          | —        | —               |
| 28         | 7         | —               | As Long As We Both Shall Live | 17. Aug. 2015        | —                                     | Susanna Fogel         | —        | —               |
| 29         | 8         | —               | The Ghost in You              | 24. Aug. 2015        | —                                     | Lee Rose              | —        | —               |
| 30         | 9         | —               | Wild Thing                    | 31. Aug. 2015        | —                                     | Joe Lazarov           | —        | —               |
| 31         | 10        | —               | Bottle of Secrets             | 7. Sep. 2015         | —                                     | Norman Buckley        | —        | —               |
| 32         | 11        | —               | First Person                  | 14. Sep. 2015        | —                                     | Brandon Mastrippolito | —        | —               |
| 33         | 12        | —               | Ready or Not                  | 21. Sep. 2015        | —                                     | Michael Lange         | —        | —               |
| 34         | 13        | —               | La Dolce Vita                 | 28. Sep. 2015        | —                                     | Steve Miner           | —        | —               |

## Auszeichnungen
| Jahr | Award             | Kategorie                     | Nominierte           | Ergebnis  |
| ---- | ----------------- | ----------------------------- | -------------------- | --------- |
| 2014 | Teen Choice Award | Choice TV Breakout Show       | Chasing Life         | Nominiert |
| 2014 | Teen Choice Award | Choice TV Breakout Star: Male | Richard Brancatisano | Nominiert |
| 2014 | Teen Choice Award | Choice Summer TV Star: Female | Italia Ricci         | Nominiert |

## Rezeption
Anna Meinecke von n-tv bezeichnete die Fernsehserie als „zynische Inszenierung“.